# Glasvingar
Glasvingar (Sesiidae) är en familj i insektsordningen fjärilar som innehåller omkring 1 200 arter. 
Glasvingarna kännetecknas av sina genomskinliga vingar, där oftast endast vingribborna är färgade. Många arter har en gulsvart, stekelliknande teckning och påminner om getingar eller bin, en form av mimikry, som skyddar dem mot predatorer som fåglar.
Glasvingar finns på alla kontinenter utom Antarktis. Flest arter finns i tropikerna, men även i den holarktiska regionen har glasvingarna ganska stor spridning.
Larverna lever och borrar i levande eller döda grenar, stammar och rötter på olika buskar och träd. Några arter kan orsaka skada inom jord- och skogsbruket, bland annat på odlade fruktträd.

## Arter i Sverige
I Sverige finns 18 arter varav 6 är rödlistade och 1 art endast tillfällig.
- Släkte Pennisetia
  - Hallonglasvinge (Pennisetia hylaeiformis)
- Släkte Paranthrene
  - Svart poppelglasvinge (Paranthrene tabaniformis)
- Släkte Eusphecia
  - Mindre poppelglasvinge (Eusphecia melanocephala) NT[2]
- Släkte Sesia
  - Bålgetingsglasvinge (Sesia bembeciformis) VU[2]
  - Större poppelglasvinge (Sesia apiformis)
- Släkte Synanthedon
  - Krypvideglasvinge	(Synanthedon flaviventris) NT[2]
  - Fjällglasvinge	(Synanthedon aurivillii)
  - Ekglasvinge	(Synanthedon vespiformis) VU[2]
  - Dolkstekelsglasvinge	(Synanthedon scoliaeformis)
  - Rovstekelsglasvinge	(Synanthedon spheciformis)
  - Mygglasvinge	(Synanthedon culiciformis)
  - Högnordisk glasvinge	(Synanthedon polaris)
  - Myrlik glasvinge	(Synanthedon formicaeformis)
  - Olvonglasvinge	(Synanthedon andrenaeformis) NT[2]
  - Äppelglasvinge	(Synanthedon myopaeformis)
  - Vinbärsglasvinge	(Synanthedon tipuliformis)
- Släkte Bembecia
  - Vickerglasvinge (Bembecia ichneumoniformis) NT[2]
- Släkte Pyropteron
  - Triftglasvinge (Pyropteron muscaeformis) Endast tillfällig i Sverige